# Lehel (metrostation)
Lehel is een metrostation in de wijk Lehel van de Duitse stad München. Het station werd geopend op 27 oktober 1988 en wordt bediend door de lijnen U4 U5 van de metro van München.